# Guilherme Quintino Lopes de Macedo
Guilherme Quintino Lopes de Macedo (Angra, 11 de março de 1832 — Lisboa, 14 de março de 1895) foi um oficial do Exército Português, que se reformou no posto de general de divisão, que exerceu diversas funções políticas, entre as quais as de governador de Cabo Verde e de deputado eleito pelas listas do Partido Regenerador.

## Biografia
Nasceu em Angra, filho de Joaquim Lopes de Macedo e de sua esposa Francisca Amália Lopes de Macedo. Em 1847, com 15 anos de idade, assentou praça em Artilharia. Foi sucessivamente promovido  a 2.º tenente, 1849; 1.º tenente, 1854; capitão, 1860; major, 1872; tenente-coronel, 1875; coronel, 1880; general de brigada, 1890 e reformado em general de divisão.
Foi destacado militante do Partido Regenerador, colaborador próximo de Fontes Pereira de Melo durante cujos governos exerceu as funções de chefe de repartição do gabinete do Ministério da Guerra. Foi eleito deputado em sucessivas legislativas, tendo nas eleições de 1869 e de 1870 sido eleito pela lista do Partido Regenerador no círculo eleitoral uninominal das Lajes do Pico. Na legislatura de 1871-1874 foi eleito pelo círculo de Macedo de Cavaleiros e na eleição para a legislatura de 1875-1878, por Lisboa.
Foi governador de Cabo Verde nos anos de 1876-1878.
Na carreira militar foi comandante da Escola Prática de Artilharia de Vendas Novas, chefe do Estado-Maior de Artilharia e comandante do Forte de Monsanto e do Forte de São Julião da Barra. Terminou a sua carreira no posto de general de divisão como comandante da 3.ª Divisão Militar, com sede na cidade do Porto, cargo para que foi nomeado em 1891.
Foi condecorado com a comenda da Ordem de Avis e várias ordens estrangeiras.
É autor da seguinte obra:
- Relatório acerca do campo de Challons, feito em harmonia com as instruções de que trata a portaria expedida pelo ministério da Guerra de 16 de Julho de 1867. Lisboa, Imprensa Nacional, 1868.